# تشارلز هوهي
تشارلز هوهي (بالإنجليزية: Charles Haughey) (و. 1925 – 2006 م) هو سياسي من جمهورية أيرلندا .

## التعليم
تعلم في جامعة كلية دبلن.

## روابط خارجية
- تشارلز هوهي على موقع الموسوعة البريطانية (الإنجليزية)
- تشارلز هوهي على موقع مونزينجر (الألمانية)
- تشارلز هوهي على موقع إن إن دي بي (الإنجليزية)